# Burgwall Groß Görnow
Der Burgwall von Groß Görnow, einem Ortsteil der Kleinstadt Sternberg im Landkreis Ludwigslust-Parchim, befindet sich nordöstlich des Ortes auf einem Hochplateau über dem Warnowtal. Es handelte sich um eine altslawische Höhenburg der „Feldberger Zeit“ des 8. bis 10. Jahrhunderts. Die Burg ist eingliedrig und hat einen nur teilweise umlaufenden Wall. Dort, wo natürlich steile Hänge vorhanden waren, verzichtete man auf eine komplizierte Wallkonstruktion. Soweit noch sichtbar, hatte die Burg drei Walltore. Eines davon führte zur tiefer liegenden Warnow. Die maximale Ausdehnung der Burganlage liegt bei über 250 Meter. Die Burg könnte schon wegen ihrer Größe eine Fluchtburg für Notzeiten gewesen sein. Hier war genügend Platz für etwa 1000 Menschen vorhanden. Nur 1500 Meter weiter südlich befand sich eine weitere Wallanlage, die anscheinend noch älter war als die von Groß Görnow. Als man im 9./10. Jahrhundert auch die Höhenburg endgültig aufgab, entstand bei Groß Raden eine neue Siedlung auf einer Halbinsel. Man vermutet, dass die einstigen Bewohner der Höhensiedlung nun in die Niederung am Groß Radener See umzogen.